# أمير شيرخان (سبيدار)
أمیر شیرخان (بالفارسية: امیرشیرخان) هي قرية تقع في إيران في قسم سبیدار الريفي. يقدر عدد سكانها بـ 84 نسمة بحسب إحصاء 2016.